# ألبرت أندريه
ألبرت أندريه (بالفرنسية: Albert André)‏ هو رسام فرنسي، ولد في 24 مايو 1869 في 2nd arrondissement of Lyon ‏ في فرنسا، وتوفي في 11 يوليو 1954.